# (1673) van Houten
(1673) van Houten es un asteroide perteneciente al cinturón de asteroides descubierto por Karl Wilhelm Reinmuth desde el observatorio de Heidelberg-Königstuhl, Alemania, el 11 de octubre de 1937.

## Designación y nombre
van Houten fue designado al principio como 1937 TH.
Más adelante se nombró en honor del astrónomo neerlandés Cornelis Johannes van Houten (1920-2002).

## Características orbitales
van Houten orbita a una distancia media del Sol de 3,104 ua, pudiendo alejarse hasta 3,652 ua y acercarse hasta 2,556 ua. Su inclinación orbital es 3,573° y la excentricidad 0,1765. Emplea 1997 días en completar una órbita alrededor del Sol.